# Degenerazione walleriana
La degenerazione walleriana (o degenerazione secondaria) è il fenomeno caratterizzato dalla degenerazione e dal riassorbimento del segmento distale di un nervo allorché sia stato sezionato in tutto il suo spessore o anche altrimenti danneggiato per esempio in seguito ad un'infezione virale. Eponimo che deriva dal nome del fisiologo Augustus Volney Waller.

## Storia
Fenomeno messo in evidenza nel 1851 da Waller su preparati di lingua di rana: la sezione dei nervi glossofaringeo e ipoglosso comportava la degenerazione del solo segmento distale, mentre la porzione di fibra nervosa a monte del taglio sopravviveva. Waller, rifacendosi alla "teoria cellulare" enunciata nel 1839 da Theodor Schwann, secondo la quale le strutture degli esseri viventi sono composte da unità individuali ("cellule"), ipotizzò che il segmento che degenerava fosse quella porzione di assone che era stata separata dal pirenoforo neuronale per mezzo della sezione, mentre sopravviveva quella parte che era rimasta unita al pirenoforo.

## Evoluzione della lesione
Allorché un nervo è sezionato, la continuità dell'assone va perduta. Come in tutte le cellule, la parte di citoplasma che risulta separata dal nucleo degenera gradatamente. 
- Se le membrane basali delle cellule di Schwann rimangono intatte, gli assoni possono rigenerarsi dentro le guaine di Schwann e la reinnervazione sarà rapida e perfetta.
- Se invece la sezione determina perdita di continuità della cellula di Schwann, la rigenerazione sarà imperfetta.
- Se la lesione è stata vicino al cono di emergenza dell'assone, quindi molto prossimale, anche i pirenofori degenerano e muoiono.

### Degenerazione
- Nei primi minuti successivi alla sezione, distalmente al piano in cui si è verificata e fino a una distanza di 5 mm da esso, si ha la retrazione della mielina dai nodi di Ranvier e la dilatazione delle incisure di Schmidt-Lanterman. Nelle ore successive le lesioni si estendono gradatamente interessando. Nel citoplasma della cellula di Schwann lesa si può osservare, con tecniche istochimiche, perdita di enzimi, mentre nelle cellule di Schwann adiacenti si può osservare un aumento dell'attività lisosomiale e ossidativa.
- Dopo circa un'ora dalla lesione la matrice citoplasmatica della cellula di Schwann si trasforma in spirali e globi.
- A circa 12 ore dalla sezione, gli assoni distali cominciano a mostrare segni di degenerazione con un accumulo di mitocondri in prossimità dei nodi. Cominciano a gonfiarsi anche le fibre amieliniche che vanno incontro al cosiddetto fenomeno della "imperlinatura".
- A 24 ore dalla sezione, la degenerazione dell'assone distale diventa evidente, con frammentazione dei neurofilamenti, dei neurotubuli e del reticolo endoplasmatico. La degenerazione delle fibre amieliniche dopo 24 ore è estesa a tutta la fibra nervosa. In quelle mieliniche, la mielina si scinde nella linea intraperiodica e la cellula di Schwann inizia il processo di espansione per coprire i nodi di Ranvier: aumenta la sintesi proteica e i nuclei iniziano a dividersi con frequenza maggiore anche nelle settimane successive, fenomeno visibile soprattutto nei nervi composti da grandi fibre mielinizzate.
- A circa 48 ore i di degenerazione delle guaine mieliniche distali alla sezione sono notevoli. Le lamelle mieliniche si allentano, la fibra si gonfia.
- Dopo 3 giorni nel citoplasma della cellula di Schwann si osserva la distruzione estensiva della mielina che assume la forma di grandi ovoidi; i detriti mielinici sono asportati da macrofagi provenienti dai vicini vasi sanguigni.
- Dopo 15 giorni dalla sezione, l'asportazione delle guaine mieliniche da parte dei macrofagi è ormai conclusa, sebbene anche dopo tre mesi dalla sezione del nervo sia possibile osservare macrofagi schiumosi contenenti frammenti mielinici. Il colesterolo della mielina digerita viene riutilizzata nella sintesi di nuova mielina.

### Rigenerazione
I processi di rigenerazione cominciano a poter essere osservati all'incirca verso il quinto giorno. I cambiamenti morfologici nel citoplasma del neurone (a monte della sezione) sono descritti come "cromatolisi retrograda". La sostanza tigroide sbiadisce (cioè, diventa meno colorabile) e poi scompare completamente. Si osservano inoltre rigonfiamento del pirenoforo e aumento temporaneo del volume nucleare con migrazione del nucleo verso la periferia del citoplasma. La perdita della sostanza di Nissl è dovuta alla dispersione di poliribosomi dai pacchetti di cisterne del reticolo endoplasmatico granulare per una maggiore sintesi di RNA che inizia nel nucleolo e si attua poi nel citoplasma. Questo processo, che inizia entro 6-8 ore dalla sezione del nervo, raggiunge il massimo al terzo giorno circa. Più tardi, la velocità di sintesi dell'RNA diminuisce e a questo punto la sintesi proteica è notevolmente aumentata per la produzione di nuovo assoplasma richiesto dalla rigenerazione.
Le cellule satelliti attorno ai pirenofori, ossia le cellule della glia, soprattutto la microglia, cominciano a dividersi entro tre giorni dalla sezione del nervo.
Una volta ristabilito il collegamento fra l'assone ed il suo territorio di innervazione alla periferia, i cambiamenti della cromatolisi centrale regrediscono e scompaiono.